# Tumulus de Son Ferrer
Le tumulus de Son Ferrer, appelé aussi turriforme étagé de Son Ferrer, est un site archéologique situé à Son Ferrer, dans la commune de Calvià, sur l'île de Majorque, dans l'archipel des Baléares, en Espagne. Le site est un ensemble complexe de plusieurs structures préhistoriques de l'Âge du bronze et de l'Âge du fer, incluant trois hypogées, un édifice turriforme et une nécropole.

## Le site
Le site correspond à une ancienne dune fossile située à plus de 25 m d'altitude et à un peu moins de 2 km de la côte. Le site est désormais coupé par la route qui relie El Toro à Son Ferrer : au nord de la route, il existe deux hypogées (dénommés hypogées de Can Vairet/Son Ferrer I et II), et au sud le tumulus de Son Ferrer, sous lequel se trouve l'hypogée III. Le « tumulus » est constitué de différentes structures de différentes périodes, édifiées les unes au-dessus des autres. En raison de sa proximité avec les sites voisins du Puig de la Morisca, du village naviforme de Son Ferrer et des constructions post-talayotiques de la colline de Ses Abelles, le site était probablement utilisé en relation avec certains de ces sites, selon la période. La surface totale du site est d'environ 800 m2. Il a été fouillé entre 2000 et 2005.

## Les hypogées
L'accès à l'hypogée I de Can Vairet est complètement obstrué par de la terre ; l'accès est seulement possible par un puits circulaire relativement récent et sans rapport avec le site, qui a été creusé quelques mètres plus loin. L'hypogée est en forme d'ovale irrégulier, qui résulte de multiples aménagements. En l'état, il n'est pas possible de dater clairement sa construction.
L'hypogée II est conforme au plan classique des constructions de ce genre datées du Naviforme ancien. Il correspond au type III de la classification proposée par Veny. Le couloir d'accès est rectiligne, suivant une orientation nord-sud, avec une légère courbure à gauche. Il est précédé de deux marches et mesure environ 2,40 m de long sur 1 m de large et 1,40 m de hauteur. Il débouche sur une porte semi-circulaire très irrégulière d'environ 1,20 m de large sur 1,10 m de hauteur menant à la chambre funéraire. La chambre mesure 7,40 m de long sur 2,05 m de large et 1,20 m de hauteur, avec un plafond en demi-cercle. La chambre ne comporte aucun aménagement intérieur de type banquette ou fosse centrale, lesquels pourraient être masqués par la couche de sédiment, très épaisse. Les parois comportent deux niches latérales de forme circulaire irrégulière. Le fond de la chambre forme une petite abside.
L'hypogée III est du même type que l'hypogée II. Son entrée est surmontée de blocs rectangulaires de taille moyenne, bien taillés, qui ne datent probablement pas de la construction de l'hypogée, au Naviforme, plutôt de sa réutilisation plus tardive au IIe siècle av. J.-C.. L'entrée est en forme de demi-cercle (0,88 m de haut et 0,86 m de large) et donne accès à un couloir (2,10 m de long sur 0,75 m de largeur) orienté est-ouest et donc perpendiculaire à l'entrée, ce qui est inhabituel dans ce type de construction. Le couloir débouche dans une petite chambre en forme de rectangle irrégulier de 2,05 m de long sur 1,05 m de large, précédant la chambre principale (7,15 m de long sur 2,25 m de large et 1,85 m de hauteur). Le plafond de la chambre principale est une voûte ogivale, cas peu fréquent, sans être exceptionnel (Son Caulelles, Son Granda, Son Fadrinet et Na Fonda). Cette chambre comporte plusieurs aménagements, dont une fosse centrale (3,50 m de long sur 0,85 m de large et 0,70 m de profondeur), comportant aux deux extrémités des marches. Deux banquettes (0,50 m de haut sur 0,70 m de large) ont été creusées dans chacune des parois de la chambre, autour de la fosse, jusque vers le milieu de la chambre. Leur surface est divisée en six sections légèrement concaves. Ce type d’aménagement existe aussi dans d'autres hypogées (Son Caulelles, Son Sunyer, Son Granda, Son N'Antelm, Na Fonda). Le reste de la chambre comporte une plate-forme de 2,60 m de long sur toute la largeur de la chambre, surmontée d'une niche en forme d'abside.

## Le turriforme
Au début de la période talayotique, entre 900 et 800 av. J.-C., un édifice turriforme a été construit juste au-dessus de l'hypogée. Il est constitué de murs en appareil cyclopéen construit avec des blocs de grès de taille moyenne à grande, disposés verticalement ou horizontalement. Les murs sont concentriques : ils descendent jusqu'au socle rocheux, les espaces intermédiaires sont remplis d'un mélange de blocs de pierre et de terre jusqu'au socle rocheux. Les premiers murs sont de forme semi-ovale à ovale, les deux derniers, au centre, sont quadrangulaires. L'ensemble forme un turriforme en forme d'ovale irrégulier, très solide et étagé à gradins d'un peu plus de 22 m de large et environ 3 m de hauteur. La présence de blocs horizontaux en position décalée pourrait être interprétée comme les vestiges d'une rampe d'accès. La compréhension de la zone supérieure est rendue difficile par les multiples aménagements intervenus au cours du temps.
Le turriforme de son Ferrer permet de dominer un vaste horizon intérieur, qui s'étend entre la zone de Cala Figuera, Magalluf et Son Ferrer jusqu'à Coll de Sa Batalla et la côte maritime, soit une vaste zone de plus de 800 ha. Il permet un contact visuel avec plusieurs sites talayotiques en activité à l'époque de sa construction : Puig de la Morisca, talayot de Son Miralles, Ses Rotes Velles, Puig de Sa Celleta, Puig d'en Saragosse. C'est une construction unique en son genre, qui pourrait avoir été utilisée pour des activités cérémonielles, aucune preuve formelle de ce type d'activités n'ayant été découverte lors des fouilles.

## La nécropole
Vers le Ve siècle av. J.-C., le site redevient un lieu de sépultures. Dans une première phase, l'hypogée III est réutilisé pour inhumer des individus adultes et des enfants. Dans une seconde phase, des tombes sont aménagées dans la zone menant à l'hypogée et dans la terrasse inférieure de l'édifice turriforme. Cette deuxième zone de tombes a été utilisée uniquement pour l'inhumation de fœtus déposés dans des récipients en grès et en céramique réutilisés.